# Sokoto
Sokoto je město nacházející se na severozápadě Nigérie, ležící u řek Rima a Sokoto.
Název přeložený z arabštiny znamená „trh“, neboli „súk“.
V roce 2012 zde žilo 358 857 obyvatel.

## Sultáni
Sokoto je sídlem sultána ze Sokota, nejvyššího představeného muslimů právě ze Sokota. Seznam sultánů:
| #  | Jměno                     | Začátek vlády | Konec vlády |
| -- | ------------------------- | ------------- | ----------- |
| 1  | Usman dan Fodio           | 1804          | 1815        |
| 2  | Muhammed Bello            | 1817          | 1837        |
| 3  | Abubakar I.               | 1837          | 1842        |
| 4  | Ali Babba bin Bello       | 1842          | 1859        |
| 5  | Ahmadu Atiku              | 1859          | 1866        |
| 6  | Aliu Karami               | 1866          | 1867        |
| 7  | Ahmadu Rufai              | 1867          | 1873        |
| 8  | Abubakar II.              | 1873          | 1877        |
| 9  | Mu´azu                    | 1877          | 1881        |
| 10 | Umaru bin Ali             | 1881          | 1891        |
| 11 | Abderrahman dan Abi Bakar | 1891          | 1902        |
| 12 | Attahiru I.               | 1902          | 1903        |
| 13 | Attahiru II.              | 1903          | 1915        |
| 14 | Muhammadu dan Ahmadu      | 1915          | 1924        |
| 15 | Muhammadu dan Muhammadu   | 1924          | 1931        |
| 16 | Hasan dan Mu´azu Ahmadu   | 1931          | 1938        |
| 17 | Siddiq Abubakar III.      | 1938          | 1988        |
| 18 | Ibrahim Dasuki            | 1988          | 1966        |
| 19 | Muhammadu Macido          | 1966          | 2006        |
| 20 | Abubakar IV.              | 2. 11. 2006   | dosud       |